# Cattedrale di San Patrizio (Parramatta)
La cattedrale di San Patrizio (in inglese: St Patrick's Cathedral) è la sede vescovile della diocesi di Parramatta e si trova nella città di Sydney, in Australia.
L'attuale edificio è frutto di una ricostruzione effettuata nel 2003 ad opera dell'architetto italo-australiano Romaldo Giurgola, in seguito a un incendio che nel 1996 ha devastato la chiesa originaria, fondata nel 1854. Con l'erezione della diocesi di Parramatta nel 1986, la chiesa di San Patrizio è stato elevata a cattedrale.